# ワイルド・ストーム
『ワイルド・ストーム』（原題：The Hurricane Heist）は、2018年にアメリカ合衆国で公開された災害強盗アクション映画である。監督はロブ・コーエン、主演をトビー・ケベルとマギー・グレイスが務めた。

## 概略
武装集団が巨大ハリケーンの襲来に乗じて、財務省所管の紙幣処理施設から古い紙幣6億ドルを強奪しようとしていた。ハリケーン上陸の日、施設のある浜辺の町にはラトリッジ兄弟と施設を管理する財務省の職員ケーシーが取り残されていた。3人はハリケーンの被害から逃れつつ、世紀の大犯罪を食い止めることとなる。

## キャスト
※括弧内は日本語吹替
- ケーシー・コービン - マギー・グレイス（内田真礼[5]）： 財務省の職員。紙幣の輸送担当。
- ウィル・ラトリッジ - トビー・ケベル（松岡禎丞[5]）： 最強の災害用特殊車両“ドミネーター”に乗ってハリケーンの調査をする気象学者。1992年の子供時代に父を巨大ハリケーンで亡くしている。
  - 幼少期のウィル - レオナルド・ディケンズ、ルーク・ジュディ
- ブリーズ・ラトリッジ - ライアン・クワンテン（矢野正明）： ウィルの兄。町の修理屋。元軍人。
  - 幼少期のブリーズ - パトリック・マコーリー、アンドレ・ロビンソン
- コナー・パーキンス - ラルフ・アイネソン（大塚芳忠）： ケーシーの相棒として紙幣の輸送を担当。財務省の職員だが、実は武装集団のリーダー。犠牲者を出さずに施設を襲撃する計画を立てる。
- ランディ・モレノ - クリスチャン・コントレラス： 財務省の職員。施設の管理担当者。
- サシャ・ヴァン・ディートリッヒ - メリッサ・ボローニャ： 武装集団のメンバー。女ハッカー。
- フリアーズ - エド・バーチ： 武装集団のメンバー。ハッカー。サシャの恋人。
- クレメント・ライス - ジェームズ・カトラー： 武装集団のメンバー。
- ザンダー・ライス - ジミー・ウォーカー： 武装集団のメンバー。クレメントの弟。
- ジャキ - モヨ・アカンデ： 武装集団のメンバー。パーキンスの恋人。
- ジミー・ディクソン保安官 - ベン・クロス： 町の保安官。6億ドルのために警官たちと共に武装集団に協力する。
- マイケルズ副保安官 - ジェームズ・バリスケール（英語版）： 町の副保安官。

## 製作
2016年1月、ロブ・コーエンが『Category 5』というタイトルの映画で監督を務めることになったと報じられた。2月、本作の配給権が売りに出された。5月、トビー・ケベルが本作に出演することになったとの報道があった。6月、主要キャストが発表された。
2016年8月29日、本作の主要撮影がブルガリアで始まった。2017年7月、本作の全米配給権を獲得したエンターテインメント・スタジオズはタイトルを『Category 5』から『The Hurricane Heist』に変更すると発表した。

## 興行収入
本作は『ストレンジャーズ 地獄からの訪問者』及び『グリンゴ/最強の悪運男』、『リンクル・イン・タイム』と同じ週に封切られ、公開初週末に700万ドルを稼ぎ出すと予想されていたが、実際の数字はそれを大きく下回るものであった。2018年3月9日、本作は全米2402館で公開され、公開初週末に302万ドルを稼ぎ出し、週末興行収入ランキング初登場9位となった。この数字はロブ・コーエン監督の拡大公開作としては過去最低のものとなった。

## 評価
本作に対する批評家からの評価は伸び悩んでいる。映画批評集積サイトのRotten Tomatoesには44件のレビューがあり、批評家支持率は48%、平均点は10点満点で4.8点となっている。サイト側による批評家の見解の要約は「『ワイルド・ストーム』はアクションが乱れ飛ぶ往年のスリラー映画への先祖返りとも言うべき作品である。同作はハリウッドがその手の映画を製作しなくなった理由を如実に示している。」となっている。また、Metacriticには12件のレビューがあり、加重平均値は35/100となっている。なお、本作のCinemaScoreはB-となっている。